# Споріднені (телесеріал)
Споріднені (англ. Kindred) — американський науково-фантастичний телесеріал, розроблений Бренденом Джейкобсом-Дженкінсом і заснований на однойменному романі 1979 року Октавії Батлер.
Прем'єра серіалу відбулася 13 грудня 2022 року показом восьми епізодів на FX на Hulu. У січні 2023 року серіал було скасовано після одного сезону.

## Сюжет
Дана щойно переїхала до Лос-Анджелеса, щоб налагодити життя ближче до своєї єдиної сім'ї, що залишилася, тітки Деніз, коли її зненацька повертає в часі на плантацію 19 століття в Меріленді.
Події «в наші дні» розгортаються у 2016 році.

## Актори
- Маллорі Джонсон у ролі Дани Джеймс
- Міка Сток у ролі Кевіна Франкліна
- Раян Квонтен у ролі Томаса Вейліна
- Гейл Ранкін у ролі Маргарет Вейлін
- Девід Александр Каплан у ролі Руфуса Вейліна
- Остін Сміт у ролі Люка
- Софія Браун у ролі Сари
- Шерія Ірвінг в ролі Олівії
- Ейза Девіс у ролі Деніз

## Епізоди
| № серії | Назва серії                      | Режисер(и)              | Сценарист                                       | Оригінальна дата виходу |
| ------- | -------------------------------- | ----------------------- | ----------------------------------------------- | ----------------------- |
| 1       | «Dana»                           | Джанікса Браво          | Бренден Джейкобс-Дженкінс                       | 13 грудня 2022          |
| 2       | «Sabina»                         | Аманда Марсаліз         | Бренден Джейкобс-Дженкінс                       | 13 грудня 2022          |
| 3       | «Furniture»                      | Аманда Марсаліз         | Джой Кекен                                      | 13 грудня 2022          |
| 4       | «The Waiter from Two Nights Ago» | Айока Чензіра           | Бобак Есфарджані                                | 13 грудня 2022          |
| 5       | «Winnie»                         | Айока Чензіра           | Зензель Прайс                                   | 13 грудня 2022          |
| 6       | «Celeste»                        | Дестіні Екарага         | Джой Кекен та Ноа Дж. Рубенстайн                | 13 грудня 2022          |
| 7       | «Jane»                           | Дестіні Екарага         | Метью Шир                                       | 13 грудня 2022          |
| 8       | «Alice»                          | Алонсо Альварез-Барреда | Бренден Джейкобс-Дженкінс та Ноа Дж. Рубенстайн | 13 грудня 2022          |

## Виробництво та випуск
У березні 2021 року FX Productions оголосила, що отримала права на адаптацію новели Октавії Батлер 1979 року Споріднені у телевізійний серіал, розроблений Бренденом Джейкобсом-Дженкінсом. Джанікса Браво зняла пілотний епізод, а Маллорі Джонсон зіграла головну роль у своєму акторському дебюті. Решту основного акторського складу було оприлюднено у вересні 2021 року, додавши Міка Стока, Раяна Квонтена, Гейл Ранкін, Остін Сміт, Антуанетту Кроу-Леґасі й Девіда Александра Каплана.
Після фільмування пілотного епізоду FX замовив виробництво всього серіалу в січні 2022 року. Знімання проходили в червні 2022 року в Ромі, штат Джорджія. Twin Shadow створив музику для серіалу, дебютувавши на телебаченні.
Споріднені вийшли 13 грудня 2022 року на Hulu. 30 січня 2023 року серіал було скасовано після одного сезону.

## Сприйняття

### Критичні рецензії
На вебсайті агрегатора рецензій Rotten Tomatoes 63 % із 27 відгуків критиків є позитивними із середньою оцінкою 6,7/10. Консенсус критиків вебсайт: «Маллорі Джонсон напрочуд добре виправдовує себе у складній ролі, але решта цієї амбітної екранізації основоположного роману Октавії Батлер менш успішна в тому, що порушує хитрий тональний баланс». На Metacritic незакінчений серіал отримав 62 бали на основі відгуків від 18 критиків, що вказує на «загалом схвальні відгуки».

### Нагороди
| Рік  | Нагорода                                                      | Категорія                                                                                           | Номінант(и)                     | Результат    | Прим.  |
| ---- | ------------------------------------------------------------- | --------------------------------------------------------------------------------------------------- | ------------------------------- | ------------ | ------ |
| 2023 | Нагороди Гільдії візажистів і перукарів Голлівуду («Артизан») | Найкраща сучасна зачіска — телевізійний серіал, мінісеріал або мінісеріал або фільм для телебачення | Джеймі Амадіо, Шантелл Картерол | Номінація    | [ 14 ] |
| 2023 | NAACP Image Awards                                            | Видатний творчий прорив (телебачення)                                                               | Бранден Джейкобс-Дженкінс       | Номінація    | [ 15 ] |
| 2023 | NAACP Image Awards                                            | Видатний сценарій у драматичному серіалі                                                            | Бранден Джейкобс-Дженкінс       | Номінація    | [ 15 ] |
| 2024 | Black Reel Awards for Television                              | Видатний кінематографіст                                                                            | Сібел Мартін                    | В очікуванні |        |
| 2024 | Black Reel Awards for Television                              | Видатний дизайн костюмів                                                                            | Жаклін Банер                    | В очікуванні |        |
| 2024 | Black Reel Awards for Television                              | Видатний монтаж                                                                                     | Шеннон Бейкер Девіс             | В очікуванні |        |
| 2024 | Black Reel Awards for Television                              | Видатний мейкап та зачиски                                                                          | Джено Фрімен, Елізабет Робінсон | В очікуванні |        |
| 2024 | Black Reel Awards for Television                              | Видатний художник-постановник                                                                       | Джеррі Флемінг, Нора Мендіс     | В очікуванні |        |